# Campeonato Europeo de Pentatlón Moderno de 2013
El XXII Campeonato Europeo de Pentatlón Moderno se celebró en Drzonów (Polonia) entre el 11 y el 17 de julio de 2013 bajo la organización de la Unión Internacional de Pentatlón Moderno (UIPM) y la Federación Polaca de Pentatlón Moderno.

## Masculino

### Individual
| Puesto | Atleta         | País    | ESG | NAT  | HÍP  | CAR + TIR | Total |
| ------ | -------------- | ------- | --- | ---- | ---- | --------- | ----- |
| Oro    | Ádám Marosi    | Hungría | 976 | 1336 | 1080 | 2524      | 5916  |
| Plata  | Róbert Kasza   | Hungría | 880 | 1356 | 1120 | 2532      | 5888  |
| Bronce | Alexandr Lesun | Rusia   | 952 | 1304 | 1120 | 2468      | 5844  |

### Equipos
| Puesto | País    | ESG | NAT | HÍP | CAR + TIR | Total |
| ------ | ------- | --- | --- | --- | --------- | ----- |
| Oro    | Hungría |     |     |     |           | 17504 |
| Plata  | Francia |     |     |     |           | 17340 |
| Bronce | Italia  |     |     |     |           | 17016 |

### Por relevos
| Puesto | Atletas                                           | País            | ESG | NAT  | HÍP  | CAR + TIR | Total |
| ------ | ------------------------------------------------- | --------------- | --- | ---- | ---- | --------- | ----- |
| Oro    | Jan Kuf Ondřej Polívka Michal Sedlecký            | República Checa | 790 | 1280 | 1200 | 2880      | 6150  |
| Plata  | James Cooke Joseph Evans Samuel Curry             | Reino Unido     | 832 | 1376 | 1080 | 2824      | 6112  |
| Bronce | Mijail Mitsyk Pavel Tsijanau Stanislau Zhurauliou | Bielorrusia     | 818 | 1276 | 1064 | 2932      | 6090  |

## Femenino

### Individual
| Puesto | Atleta          | País    | ESG | NAT  | HÍP  | CAR + TIR | Total |
| ------ | --------------- | ------- | --- | ---- | ---- | --------- | ----- |
| Oro    | Zsófia Földházi | Hungría | 904 | 1228 | 1120 | 2200      | 5452  |
| Plata  | Hanna Buriak    | Ucrania | 808 | 1140 | 1200 | 2268      | 5416  |
| Bronce | Anastasiya Spas | Ucrania | 976 | 1208 | 1160 | 2040      | 5384  |

### Equipos
| Puesto | País        | ESG | NAT | HÍP | CAR + TIR | Total  |
| ------ | ----------- | --- | --- | --- | --------- | ------ |
| Oro    | Reino Unido |     |     |     |           | 15.740 |
| Plata  | Ucrania     |     |     |     |           | 15.600 |
| Bronce | Alemania    |     |     |     |           | 15.396 |

### Por relevos
| Puesto | Atletas                                                | País        | ESG | NAT  | HÍP  | CAR + TIR | Total |
| ------ | ------------------------------------------------------ | ----------- | --- | ---- | ---- | --------- | ----- |
| Oro    | Samantha Murray Kate French Katy Burke                 | Reino Unido | 892 | 1100 | 1080 | 2268      | 5340  |
| Plata  | Katarzyna Wójcik Oktawia Nowacka Aleksandra Skarzyńska | Polonia     | 802 | 1044 | 1120 | 2316      | 5282  |
| Bronce | Claudia Knack Annika Schleu Lena Schöneborn            | Alemania    | 874 | 1060 | 1040 | 2288      | 5262  |

## Relevo mixto
| Puesto | Atletas                               | País     | ESG | NAT  | HÍP  | CAR + TIR | Total |
| ------ | ------------------------------------- | -------- | --- | ---- | ---- | --------- | ----- |
| Oro    | Viktoriya Tereshuk Pavlo Tymoshchenko | Ucrania  | 802 | 1344 | 1140 | 2560      | 5846  |
| Plata  | Donata Rimšaitė Alexandr Lesun        | Rusia    | 892 | 1364 | 1080 | 2500      | 5836  |
| Bronce | Laura Asadauskaitė Justinas Kinderis  | Lituania | 766 | 1356 | 1132 | 2556      | 5810  |

## Medallero
| Núm. | País            | Oro | Plata | Bronce | Total |
| ---- | --------------- | --- | ----- | ------ | ----- |
| 1    | Hungría         | 3   | 1     | 0      | 4     |
| 2    | Reino Unido     | 2   | 1     | 0      | 3     |
| 3    | Ucrania         | 1   | 2     | 1      | 4     |
| 4    | República Checa | 1   | 0     | 0      | 1     |
| 5    | Rusia           | 0   | 1     | 1      | 2     |
| 6    | Francia         | 0   | 1     | 0      | 1     |
| 6    | Polonia         | 0   | 1     | 0      | 1     |
| 8    | Alemania        | 0   | 0     | 2      | 2     |
| 9    | Bielorrusia     | 0   | 0     | 1      | 1     |
| 9    | Italia          | 0   | 0     | 1      | 1     |
| 9    | Lituania        | 0   | 0     | 1      | 1     |
|      | TOTAL           | 7   | 7     | 7      | 21    |